# Fiat Duna
Fiat Duna je automobil talijanskog marke Fiat i proizvodio se od 1987. do 2000. godine.

## Motori
- 1,1 L, 43 kW (58 KS)
- 1.3 L, 49 kW (67 KS)
- 1.7 L dizel, 44 kW (60 KS)